# 다카치카촌
다카치카촌(高近村)은 에히메현 기타우와군에 설치된 촌이다. 